# 喜马拉雅碱茅
喜马拉雅碱茅（学名：Puccinellia himalaica）为禾本科碱茅属下的一个种。